# Saint-René (Quebec)
| Saint-René                    |                           |
| Coordenadas: 46º01'N, 70º37'W |                           |
| Província                     | Quebec                    |
| Região administrativa         | Chaudière-Appalaches      |
| Incorporado em                | 1 de janeiro de 1945      |
| Prefeito                      | Jean-Guy Deblois          |
| Código postal                 | 29050                     |
|                               |                           |
| Área                          |                           |
| - Cidade                      | 61,53 km², 24,6 mi²       |
| Fuso horário                  | UTC -5                    |
| População (2006)              |                           |
| - Cidade                      | 601                       |
| - Densidade                   | 9,7 hab/km², 24,4 hab/mi² |

Saint-René é uma freguesia canadense do Conselho Municipal Regional de Beauce-Sartigan em Quebec, localizado na região administrativa de Chaudière-Appalaches, ela foi nomeada em honra de René Goupil, mártir canadenses canonizado em 1930.